# Farcaș (okręg Vrancea)
Farcaș – wieś w Rumunii, w okręgu Vrancea, w gminie Reghiu. W 2011 roku liczyła 162
mieszkańców